# Lac Diatas
Pour les articles homonymes, voir Diatas.
Le lac Diatas (Danau Diatas en indonésien, Danau Diateh en minangkabau, littéralement « lac supérieur ») est un lac d'Indonésie, situé dans la province de Sumatra occidental, sur l'île de Sumatra. Il forme avec le lac Dibawah un ensemble connu sous le nom local de Danau Kembar, les « lac jumeaux », en indonésien.